# Гали Чокрый
Гали́ Чокры́й, Гали́ Сокоро́й (баш. Ғәли Соҡорой, тат. Гали Чокрый, Ğäli Çoqrıy; настоящее имя — Мухаметгали́ Габделсали́хович Кии́ков (баш. Мөхәмәтғәли Ғәбделсәлих улы Кейеков, тат. Мөхәммәтгали Габдессалих улы Киеков); 8 января 1826 года д. Старочукурово Татышлинской волости Бирского уезда Оренбургской губернии — 10 декабря 1889 года, там же) — башкирский и татарский поэт-суфий, просветитель.

## Биография
Родился в семье муллы в деревне Старочукурово Татышлинской волости Бирского уезда Оренбургской губернии (ныне Татышлинский район Башкортостана).  Происходил из дворянского рода Кииковых.
Согласно данным Шигабутдина Марджани и Ризаитдина Фахретдина, Гали Чокрый принадлежал к старинному роду, предок которого в двадцатом колене Майкы-бей был военачальником у Чингисхана…».
Начальное образование получил в Таныпском медресе Пермской губернии. В 1833—1847 годах учился в медресе Бирского и Мензелинского уездов Оренбургской губернии. В 1849—1852 учился в Стерлибашевском медресе Хариса Биктимирова. C 1852 года мулла в родной деревне.
Четыре раза совершил хадж в Мекку. Первое своё паломничество в 1872 году описал в книге «Дастан Хаҗнамә» («Заметки о поездке в Хадж»).
Занимался просветительством и краеведением, составил несколько вариантов шежере башкирского рода иректы (кара-табын).
Умер в 1889 году в родной деревне.

## Семья
Жена — Марфуга Земалитдинова (1831—1915).
Сын — Кииков, Гарифулла Мухаметгалиевич —  башкирский и татарский поэт-просветитель, публицист, учёный-историк.

## Творчество
По собственному признанию, стихи начал писать в 17 лет. Первые произведения Гали — ода учителю медресе и элегия на смерть матери. Заметное влияние на него оказало творчество среднеазиатских поэтов-мистиков Ахмета Ясави, Аллаяр-Суфи, Фирдоуси, Саади, Хафизa.
Автор многих книг. При жизни было опубликовано 5 сборников(всего — 13 произведений из более 100). Многие произведения поэта не опубликованы до сих пор. Рукописи его хранятся в музеях и библиотеках городов Казани, С.-Петербурга и Уфы. Из его рукописного наследия большая часть (рукописное собрание сочинений из девяти тетрадей) хранится в Башкирской республиканской библиотеке.
В ряде источников приводится перевод на русский язык стихотворения «Ода Родине».

### Публикации
- «Тәҗвид» («Правила орфоэпического чтения Корана»), 1860
- «Дәрри Гәли» («Жемчужины Гали»), сборник стихов, 1873
- «Шәмг әз-зыя» («Сияние свечи»), сборник стихов, 1883
- «Мәдхе Казан» («Хвала Казани»), поэма 1889
- книги религиозных наставлений:
  - «Замме назыйр» (Добавление к книге «Конец света» Сулеймана Бакыргани),
  - «Тәрхибе рамазан» («Почитание рамазана») и др.
- путевой очерк «Нәсим әс-саба» («Ветер утренней зари») 1872
- «Тәварихи Болгария, яки Таҗриби Гари» («История Булгарии, или Приближенный комментарий Гари»), 1879 г. — описание истории культуры Урало-Поволжья.

Неопубликованные
- «Мәнзумате Гали» («Стихотворный сборник Гали»)
- Цикл стихов «Четыре времени года» «Фосули әрбага» («Четыре времени года»),

## Память
- В 2001 году был открыт «Музей Гали Сокороя» в селе Старочукурово, на родине поэта[12].
- Улица в селе Верхние Татышлы.
- В селе Верхние Татышлы в 2023 году школе №1 было присвоено имя Гали Сокороя[13].